# Music for one apartment and six drummers
Music for one apartment and six drummers är en kortfilm av Ola Simonsson och Johannes Stjärne Nilsson, producerad 2001. Musiken i filmen är skriven av Ola Simonsson.

## Handling
Filmens handling är enkel: sex personer sitter tysta i en bil i ett vanligt bostadsområde. Ett gammalt par kommer ut ur ett av husen för att rasta hunden. Personerna stiger ur bilen, startar ett tidtagarur och går allvarliga och tysta in i lägenheten. De stegar in i köket, tar under tystnad fram olika köksredskap och på ett givet tecken börjar de spela på redskapen. Musiken är rytmiskt minimalistisk. När låten är slut lägger de, fortfarande utan att yttra ett ljud, tillbaka redskapen och fortsätter konserten i tur och ordning i sovrummet, badrummet och vardagsrummet där de spelar olika låtar på de föremål som finns i rummen.

## Medverkande
- Johannes Björk - trumslagare
- Magnus Börjeson - trumslagare
- Marcus Haraldson - trumslagare
- Fredrik Myhr - trumslagare
- Sanna Persson - trumslagare
- Anders Vestergård - trumslagare
- Barbro Gustafson Löfgren - kvinnan
- Zerny Thor - mannen
- Anders Jansson - tv-mannen
- Salsa - hunden

## Priser och utmärkelser
Filmen har vunnit mer än 30 priser vid olika filmfestivaler[källa behövs], såsom Bästa nordiska film vid Nordic Panorama 2001, Bästa film vid Capalbio Film Festival 2001 och Bästa film vid Festival Internacional de Cine del Uruguay 2003. Vid Filmfestivalen i Cannes 2001 nominerades den till Bästa kortfilm. Filmen vann dessutom en Guldbagge 2001 för Bästa kortfilm.